# Arbeitsmedizin
Die Arbeitsmedizin ist das Fachgebiet der Medizin, das sich in Forschung, Lehre und Praxis mit der Untersuchung, Bewertung, Begutachtung und Beeinflussung der Wechselbeziehungen zwischen Anforderungen, Bedingungen und Organisation der Arbeit sowie dem Menschen, seiner Gesundheit, seiner Arbeits- und Beschäftigungsfähigkeit und seinen Krankheiten befasst. Frühere Bezeichnungen für dieses ärztliche Aufgabengebiet waren Gewerbehygiene und industrielle Pathologie.

## Fachgebiet
Dazu gehören einerseits die Prävention und Diagnostik arbeits- oder umweltbedingter Gesundheitsschäden und Berufskrankheiten. Andererseits ist die ergonomische Gestaltung von Arbeitsplätzen und Arbeitsabläufen eine wesentliche Aufgabe, ferner die Integration von chronisch Kranken (wie Patienten mit Rheuma, Epilepsie, Diabetes mellitus etc.) und Menschen mit Behinderung in den Arbeitsprozess (oft in Zusammenarbeit mit Arbeitsassistenzen). Arbeits- und Organisationspsychologie, Sozialmedizin, Unfallverhütung und versicherungsmedizinische bzw. versicherungsrechtliche Themen gehören ebenfalls zu den speziellen Besonderheiten dieser medizinischen Fachrichtung. Damit leistet die Arbeitsmedizin wesentliche Beiträge zu einer integrierten medizinischen Versorgung.
Arbeitsmedizin ist das klassische ärztliche Fachgebiet der Prävention, der Gesundheitsförderung und der Rehabilitation. Die Arbeitsmedizin ist somit vor allem auch eine beratende Medizin und hat keine kurativen Aufgaben zu erfüllen. Sie ist sprechende Medizin, das heißt, auf den Dialog mit der Zielgruppe ausgerichtet. Diese ist in der Mehrzahl nicht krank. Um präventiv wirken zu können, dürfen Arbeitsmediziner jedoch nicht abwarten, bis Erkrankte zu ihnen kommen, sondern müssen aktiv auf die Menschen zugehen.
Tätigkeitsfelder
Der Facharzt für Arbeitsmedizin ist tätig als Betriebsarzt oder Gewerbearzt.

## Methoden
Die Arbeitsmedizin beschäftigt sich sowohl mit dem einzelnen Individuum als auch mit betrieblichen Strukturen und Organisationsabläufen.
Zu den für das Fach typischen Untersuchungsmethoden gehören
- Laboranalysen, insbesondere Biomonitoring im Hinblick auf Gefahrstoffe (z. B. Blei, Lösemittel etc.)
- standardisierte bzw. semi-standardisierte Befragungen, zum Beispiel die Ermittlung des Workability Index, der Arbeitszufriedenheit, Verweildauer im Beruf bzw. am jeweiligen Arbeitsplatz.
- Beobachtung, Erfassung und Beurteilung von Arbeitssystemen, insbesondere Arbeitsbedingungen, Arbeitsabläufen und organisatorischen Rahmenbedingungen.

Neben der für die arbeitsmedizinische Diagnostik besonders wichtigen Anamnese und der internistisch orientierten Untersuchung kommen je nach Fragestellung Methoden aus den unterschiedlichsten Fachgebieten hinzu: Ergometrie, Messung der Sehschärfe und anderer Augen-Parameter, Audiometrie, Spirometrie, Röntgendiagnostik, dermatologische, allergologische, neurologische, orthopädische Untersuchungsmethoden und andere mehr.
Charakteristisch ist die interdisziplinäre Orientierung im Sinne der Kommunikation mit anderen, auch nichtmedizinischen Fachgebieten und deren Einbindung bei der Diagnostik und Problemlösung.

## Ärztliche Aus- und Weiterbildung

### Deutschland
Vom Facharzt für Arbeitsmedizin werden insbesondere Kenntnisse, Erfahrungen und Fertigkeiten in der Prävention und Früherkennung arbeitsbezogener und -bedingter Gesundheitsstörungen, Berufskrankheiten sowie der auslösenden Noxen einschließlich epidemiologischer Grundlagen gefordert. Zum Kern des Fachgebiets gehören die Gesundheitsberatung einschließlich Impfungen, die betriebliche Gesundheitsförderung einschließlich der individuellen und gruppenbezogenen Schulung, die Beratung und Planung in Fragen des technischen, organisatorischen und personenbezogenen Arbeits- und Gesundheitsschutzes sowie die Unfallverhütung und Arbeitssicherheit. Managementkenntnisse und -fähigkeiten werden vor allem bei der Erarbeitung von Konzepten für die notfallmedizinische Versorgung am Arbeitsplatz (einschließlich Organisation und Sicherstellung der Ersten Hilfe) und bei der Entwicklung betrieblicher Präventionskonzepte (Betriebliches Gesundheitsmanagement) verlangt.
Neben der Facharztbezeichnung Arbeitsmedizin gibt es auch die Zusatzbezeichnung Betriebsmedizin. Sie setzt eine bereits vorhandene Facharztanerkennung in einem Gebiet der unmittelbaren Patientenversorgung voraus.

### Österreich
In Österreich bilden die Arbeitsmedizinische Akademie in Klosterneuburg, die Linzer Akademie für Arbeitsmedizin und Sicherheitstechnik und seit Februar 2013 die Wiener Akademie für Arbeitsmedizin und Prävention (WIAP) Ärzte zu Arbeitsmedizinern weiter.
Die Arbeitsmedizin-Ausbildung baut auf dem Medizinstudium und der Turnus- bzw. Facharzt-Ausbildung auf. Die Ausbildungsziele bestehen insbesondere im Erkennen gesundheits- und leistungsrelevanter Einflussfaktoren auf Physis und Psyche von Menschen im Unternehmen, in der Bewertung der Auswirkung dieser Faktoren auf Gesundheit und Leistung der Mitarbeiter(innen), in der Entwicklung und Umsetzung von Verbesserungsmaßnahmen und in der Abklärung individueller Gesundheitsstörungen hinsichtlich ihrer möglichen arbeitsbedingten Ursachen.

### Andere Länder
Einheitliche fachärztliche Befähigungsnachweise gibt es in Europa für folgende Länder:
- Belgien: médicine du travail (Wallonien)/arbeidsgeneeskunde (Flandern)
- Dänemark: samfundsmedicin/arbejdsmedicin
- Deutschland: Facharzt für Arbeitsmedizin
- Finnland: työterveyshuolto/företagshälsovård
- Frankreich: médecine du travail
- Griechenland, Großbritannien (Vereinigtes Königreich): occupational medicine
- Irland: occupational medicine.
- Italien: medicine del lavoro
- Island: atvinnulækningar
- Luxemburg: médecine du travail / Aarbechts-Medezin
- Niederlande: Arbeid en gezondheid: bedrijfsgeneeskunde/Arbeid en gezondheid: verzekeringsgeneeskunde
- Norwegen: arbeidsmedisin.
- Österreich: Facharzt für Arbeits- und Betriebsmedizin
- Polen: medycyna pracy.
- Portugal: medicina do trabalho
- Schweden: yrkes- och miljömedicin
- Spanien: Medicina del Trabajo
- Ungarn: Foglalkozás-orvostan

Für die gegenseitige Anerkennung wird eine vergleichbare Facharztausbildung verlangt. Diese wird offiziell durch die Richtlinie 2005/35/EG geregelt, welche gegenseitig innerhalb der EU-Mitgliedstaaten anerkannt werden muss. Es sollte hier aber erwähnt werden, dass sich die Ausbildungsordnungen verschiedener EU-Länder zum Teil erheblich unterscheiden. Beispielsweise dauert die Facharztausbildung in Belgien und den Niederlanden vier Jahre, und man muss nicht – im Gegensatz zum deutschsprachigen Raum – im Krankenhaus gearbeitet haben.
Auch sind die Tätigkeiten manchmal andere. Ein Facharzt in den Niederlanden und Belgien führt beispielsweise keine Ergometrien durch, sondern überweist die Patienten zum Kardiologen. Der niederländische Arbeitsmediziner hat außerdem die Aufgabe, die Arbeitsfähigkeit der Arbeitnehmer zu beurteilen. Er übernimmt damit auch eine Funktion, die in Deutschland dem Medizinischen Dienst der Krankenversicherung (MDK) vorbehalten ist. Ferner darf sich der niederländische Versicherungsmediziner (Arbeid en gezondheid: verzekeringsgeneeskunde) laut EU-Richtlinie Facharzt für Arbeitsmedizin nennen und in anderen EU-Ländern als Arbeitsmediziner tätig werden. Inwiefern aber ein Facharzt für Arbeitsmedizin in einem anderen Mitgliedstaat der EU eine Arbeit finden könnte, ist zweifelhaft, da vor allem die Rechtslage in den verschiedenen Ländern unterschiedlich ist. Auch die praktischen Tätigkeiten und die Ausbildungen sind oft recht unterschiedlich.
In den USA werden Qualifikation und Qualitätssicherung in der Arbeits- und Umweltmedizin von der ärztlichen Fachgesellschaft American College of Occupational and Environmental Medicine (ACOEM) wahrgenommen, wie dort für die ärztliche Tätigkeit allgemein üblich. Ein ausführliches Curriculum ist Pflicht für die Anerkennung durch das ACOEM.

## Rechtliche Bedeutung
Das Arbeitsschutzgesetz verpflichtet in Deutschland jeden Arbeitgeber, für eine angemessene arbeitsmedizinische Betreuung seiner Mitarbeiter zu sorgen. Sie umfasst alle zur Verhütung arbeitsbedingter Gesundheitsgefahren erforderlichen arbeitsmedizinischen Maßnahmen.
Die Gefahrstoffverordnung definiert den Begriff arbeitsmedizinische Vorsorge genauer. Zu ihr gehören insbesondere
- die Beurteilung der Arbeitsbedingungen
- die Aufklärung und Beratung der Beschäftigten
- spezielle arbeitsmedizinische Vorsorgeuntersuchungen zur Früherkennung von Gesundheitsstörungen
- fachlich begründete Empfehlungen zur Arbeitsgestaltung
- die Fortentwicklung des betrieblichen Gesundheitsschutzes durch die gewonnenen Erkenntnisse

Näheres regelt die Verordnung zur arbeitsmedizinischen Vorsorge (ArbMedVV) und auch das Gesetz über Betriebsärzte, Sicherheitsingenieure und andere Fachkräfte für Arbeitssicherheit (Arbeitssicherheitsgesetz – ASiG). Es bestimmt unter anderem, dass nur fachlich qualifizierte Ärzte vom Arbeitgeber mit der arbeitsmedizinischen Vorsorge beauftragt werden dürfen. Umfang und Aufgaben der arbeitsmedizinischen Betreuung regelt die Unfallverhütungsvorschrift DGUV V2 der gesetzlichen Unfallversicherungsträger.
Spezielle Vorsorgeuntersuchungen sind bei bestimmten Belastungen, zum Beispiel durch Gefahrstoffe oder Lärm, verbindlich vorgeschrieben. Die Berufsgenossenschaften und andere gesetzliche Unfallversicherungen haben eine Reihe sogenannter Untersuchungsgrundsätze herausgegeben. Diese haben Empfehlungscharakter und sollen dem Stand der Wissenschaft entsprechend Anhaltspunkte für arbeitsmedizinische Vorsorgeuntersuchungen geben.
Definitionen und Regelungen der Gefahrstoffverordnung gelten häufig als Orientierung bei der derzeitigen Neuordnung auch anderer Bereiche des Arbeitsschutzrechts.

## Geschichte
Bereits in alten ägyptischen Quellen, so dem Papyrus Ebers (1500 v. Chr.) wird über Staublungenerkrankungen berichtet. Bei der Bearbeitung der Steine für die großen Monumente wurde der entstehende Staub durch die Steinmetze eingeatmet und schädigte deren Lungen.
Arbeitsbedingte Erkrankungen sind von jeher vom Arzt differentialdiagnostisch in Betracht zu ziehen. Hippokrates (460–377 v. Chr.) betont, dass bei der Erhebung der Krankengeschichte sehr genau auf berufliche Einflussfaktoren zu achten sei.
Der römische Schriftsteller Plinius der Ältere († 79 v. Chr.) gibt detaillierte Empfehlungen zur Verhütung von Staublungenerkrankungen.
Der erste Versuch zur Ableitung einer speziellen Diätetik für eine bestimmte Berufsgruppe findet sich im 1. Jahrhundert bei Plutarch für die Gelehrten und Schriftsteller (philósogoi), dessen Text jedoch erst im 16. Jahrhundert (mit der ersten Druckausgabe seiner Moralia im Jahr 1509) allgemein bekannt wurde.
Im Mittelalter sind erste Ansätze einer modernen Arbeitsmedizin erkennbar.
Im Europa der Renaissance interessierte man sich mit dem Wiederaufleben der naturwissenschaftlichen Beobachtung vermehrt für den Zusammenhang von Arbeit und Gesundheit. Die Ärzte Paracelsus (1493–1541) und Agricola (1494–1555) untersuchten die Erkrankungen der Bergarbeiter, Bergsucht genannte Arsen-, Blei- und Quecksilbervergiftungen. Bernardino Ramazzini (1633–1714) veröffentlichte im Jahr 1700 mit seiner Schrift De morbis artificum diatriba die erste geschlossene Darstellung wichtiger Krankheiten von 40 Berufsgruppen.
Die Industrialisierung brachte auch arbeitsbedingte Krankheiten mit sich, deren Erforschung, Behandlung und Verhütung sich die Ärzte widmeten. Im Jahr 1839 wurde das erste „Arbeitsschutzgesetz“ in Preußen erlassen. Bismarck setzte 1884 das erste Unfallversicherungsgesetz im neuen Deutschen Reich durch, mit dem die Berufsgenossenschaften geschaffen wurden.
Am 13. Juni 1906 gründete sich in Mailand die International Commission on Occupational Health (ICOH) (in Original: Commission Internationale Permanente Pour La Medicine Du Travail).
1912 wurde in Berlin das Kaiser-Wilhelm-Institut für Arbeitsphysiologie gegründet. Nach der Schließung während des Zweiten Weltkriegs wurde es als Max-Planck-Institut in Dortmund wieder aufgebaut. Unter der Leitung von Ernst Wilhelm Baader wurde 1924 die Klinik für Berufskrankheiten in Berlin eingerichtet. Sie wurde 1933 zum Universitätsinstitut ausgebaut.
Über das Wirken von Betriebsärzten während der Zeit des Nationalsozialismus ist wenig bekannt. Sicher ist, dass sich die Zahl der Betriebsärzte im Deutschen Reich zwischen 1939 und 1944 mehr als verachtfachte (von 970 auf 8.000), während im gleichen Zeitraum die Zahl der nicht zur Wehrmacht eingezogenen Ärzte von 54.000 auf 40.000 sank, die der Ärzte im öffentlichen Gesundheitsdienst von 6.200 auf 5.000. Es kann also angenommen werden, dass dieser ärztlichen Berufsgruppe von NSDAP und Reichsregierung eine erhebliche Rolle im Rahmen der Gesundheitsführung zugesprochen wurde.
Bislang hat sich der Berufsverband der Betriebsärzte, der VDBW, der Aufarbeitung dieser Fragen entzogen. Ersatzweise wurde 2012 ein rein wissenschaftlicher Förderverein gegründet, der Förderverein zur Erforschung des betriebsärztlichen Handelns in der NS-Zeit e. V. (FBHNS). Dieser unterstützt einzelne Forschungsvorhaben zum Thema finanziell.
1958 wurde in der DDR die Arbeitshygiene obligatorisches Lehrfach, an allen medizinischen Hochschuleinrichtungen bestehen eigenständige Lehrstühle. Die arbeitsmedizinische Betreuung der Beschäftigten war in vielen Bereichen zentralisiert, z. B. im Medizinischen Dienst des Verkehrswesens der DDR. In der Bundesrepublik Deutschland (BRD) trat 1974 das Gesetz über Betriebsärzte, Sicherheitsingenieure und andere Fachkräfte für Arbeitssicherheit (Arbeitssicherheitsgesetz) in Kraft, 1996 das Arbeitsschutzgesetz als nationale Umsetzung der entsprechenden EU-Vorgaben. Nach 1990 wurde das in der BRD etablierte duale System des Arbeitsschutzes auch auf die neuen Bundesländer übertragen.
Wie die gesamte heutige Arbeitswelt ist auch die Arbeitsmedizin einem ständigen Wandel unterworfen. Körperliche Belastungen am Arbeitsplatz treten zurück, psychomentale nehmen zu. Umweltmedizinische Fragestellungen haben an Bedeutung gewonnen. An die Stelle von Routine-Untersuchungen wegen Grenzwertüberschreitungen treten Beratungs-, Aufklärungs- und Schulungsaufgaben, die zum Teil völlig neue Anforderungen an Qualifikation und Rollenverständnis des Betriebsarztes stellen.